# 역린 (영화)
《역린》(逆鱗)은 2014년 4월 30일에 개봉한 대한민국의 사극 영화로, 조선 정조의 암살 위협을 소재로 다루었다. 드라마 《다모》, 《패션 70's》, 《베토벤 바이러스》 등으로 알려진 스타 연출가인 이재규 감독의 영화 입봉작이자, 배우 현빈의 군제대 이후 연기 복귀작이다.

## 시놉시스
역린(逆鱗)은 용의 턱밑에 거꾸로 난 비늘을 뜻하는 말로, 그것을 건드린 자는 용의 노여움을 사 죽는다고 알려져 있다. 이 영화는 사도세자의 아들로 태어나 우여곡절 끝에 용상(龍床)에 앉은 정조(현빈)의 역린을 건드리며 시작한다. 즉위 1년째 어느 날 밤, 정조는 존현각에서 자객의 방문을 받고 즉시 수사를 지시한다. 그 격변의 하루 동안 스스로 살아야 하는 정조와 그를 살려야 하는 환관 상책(정재영)과 왕을 죽여야 하는 청부살수 을수(조정석)의 운명을 다룬 이야기다.

## 캐스팅

### 주요 인물
- 현빈 - 정조 역
- 정재영 - 상책 (갑수) 역
- 조정석 - 을수 역
- 조재현 - 광백 역
- 한지민 - 정순왕후 역
- 김성령 - 혜경궁 홍씨 역
- 박성웅 - 홍국영 역
- 정은채 - 월혜 역

### 그밖의 인물
| - 송영창 - 구선복 역 - 이도경 - 안국래 역 - 서이숙 - 고수애 역 - 김민재 - 최세복 역 - 김대명 - 강용휘 역 - 김주완 - 홍상범 역 - 유은미 - 복빙 역 - 성유빈 - 어린갑수 역 - 천보근 - 어린을수 역 - 구승현 - 어린정조 역 - 이재희 - 어린월혜 역 - 전국향 - 세답방상궁 역 - 문지현 - 김상궁 역 - 김창회 - 금위영조장 역 |

### 단역
| - 정재호 - 금위영1 역 - 배우경 - 금위영2 역 - 강신하 - 금위영3 역 - 연준원 - 금위영4 역 - 한용구 - 금위영5 역 - 오창우 - 금위영6 역 - 한성천 - 주서 역 - 윤종구 - 중군 역 - 이종구 - 심환지 역 - 한철우 - 노론1 역 - 김정수 - 노론2 역 - 송승용 - 동덕회대신1 역 - 장용복 - 동덕회대신2 역 - 곽자형 - 어영청장군 역 - 이성우 - 어영청무관1 역 - 윤재광 - 어영청무관2 역 - 권순호 - 급제무관1 역 - 김택수 - 급제무관2 역 - 고보결 - 세답방나인1 역 - 최은선 - 세답방나인2 역 - 김유주 - 세답방나인3 역 - 백재철 - 광백부하1 역 - 김민상 - 광백부하2 역 - 하철 - 광백부하3 역 - 홍남희 - 광백부하4 역 - 김현진 - 광백부하5 역 - 이수봉 - 광백부하6 역 - 김도연 - 광백부하7 역 - 진홍재 - 광백부하A 역 - 최용식 - 광백부하B 역 - 이용출 - 광백부하C 역 - 이동용 - 전기수 역 - 윤병희 - 똘마니 역 - 최철규 - 치비문호위 역 - 이정수 - 기방사내 역 - 이언정 - 기방기생1 역 - 강민지 - 기방기생2 역 - 이동철 - 사관 역 - 이새로미 - 상궁 역 - 박주환 - 황가 역 - 한대동 - 전유기 역 - 석현 - 강별감 역 - 육세진 - 내관 역 - 황징동 - 키작은점원 역 - 오찬동 - 어린점원 역 - 이용출 - 공방주인 역 - 김두무 - 공방사내 역 - 김주황 - 왕대비전내관2 역 - 이규현 - 영조 역 - 김준황 - 사도세자 역 - 김주승 - 달구지아이들 역 - 유현창 - 달구지아이들 역 - 김예림 - 달구지아이들 역 - 윤예진 - 달구지아이들 역 - 이재희 - 달구지아이들 역 - 김검호 - 달구지아이들 역 - 조성범 - 달구지아이들 역 - 정성민 - 달구지아이들 역 - 이귀현 - 사공 - 박경애 - 아낙 - 유경임 - 노파 - 김나현 - 노파손녀 - 정원창 - 손흔드는아이 - 조범근 - 토굴아이 - 김소은 - 토굴아이 - 유창준 - 토굴아이 - 박예나 - 토굴여자 - 김고운 - 견습나인 - 이미지 - 견습나인 - 오진하 - 정순왕후시녀 - 노지원 - 정순왕후시녀 - 조정민 - 정순왕후시녀 - 김연수 - 가야금시녀 - 석진수 - 금위영들/자객들 - 이승훈 - 자객들 - 신동운 - 자객들 - 이승주 - 금위영들/자객들 - 유현덕 - 자객들 - 지윤성 - 자객들 - 설민영 - 금위영들 - 박원우 - 금위영들 - 이상현 - 금위영들 - 성륜모 - 금위영들 - 이도군 - 금위영들 - 김남륜 - 금위영들 - 변우진 - 금위영들 - 박선용 - 금위영들 - 김병찬 - 금위영들 - 김기수 - 금위영들 - 이상현 - 금위영들 - 박지혜 - 월혜글씨대역 - 강수호 - 사관글씨대역 |

### 특별출연
- 손민석 - 채제공 역
- 안상태 - 왕대비전내관1 역
- 이다인 - 수련 역

※ 배우 이름과 순서는 영화 엔딩크레딧을 기준으로 하였음.

## 기타 제작진
- 미술: 조화성
- 분장: 조태희
- 의상: 정경희
- 조명: 차상균

## 영화 관련 이야기
- 2014년 제19회 부산국제영화제 '한국 영화의 오늘 - 파노라마' 섹션에 초청되었으며, 10월 3일 오후 부산 해운대구 해운대 비프빌리지 야외무대에서 이재규 감독과 배우 정재영·조정석·박성웅이 참석한 가운데 무대인사를 가졌다.[3] 또한 4일에는 정재영·조재현·박성웅 등이 무대인사를 가졌다. 하지만 배우 현빈은 인천아시안게임 폐막식과 겹쳐 일정을 조율해보려 했지만 여의치 않아 참석하지 못했다.[4]

## 수상
- 2014년 제51회 대종상 미술상 - 조화성